# 伯克利广场

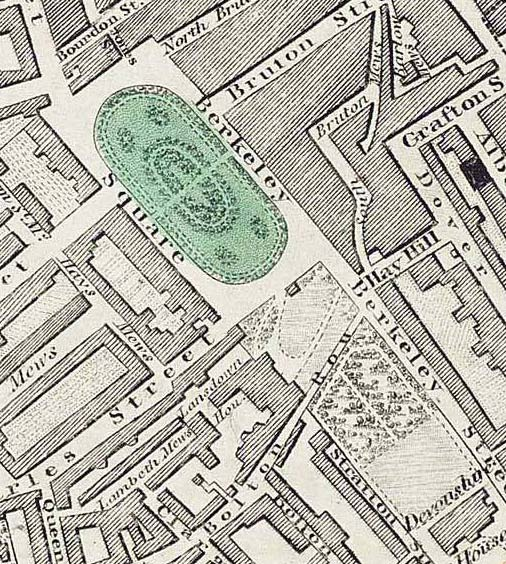

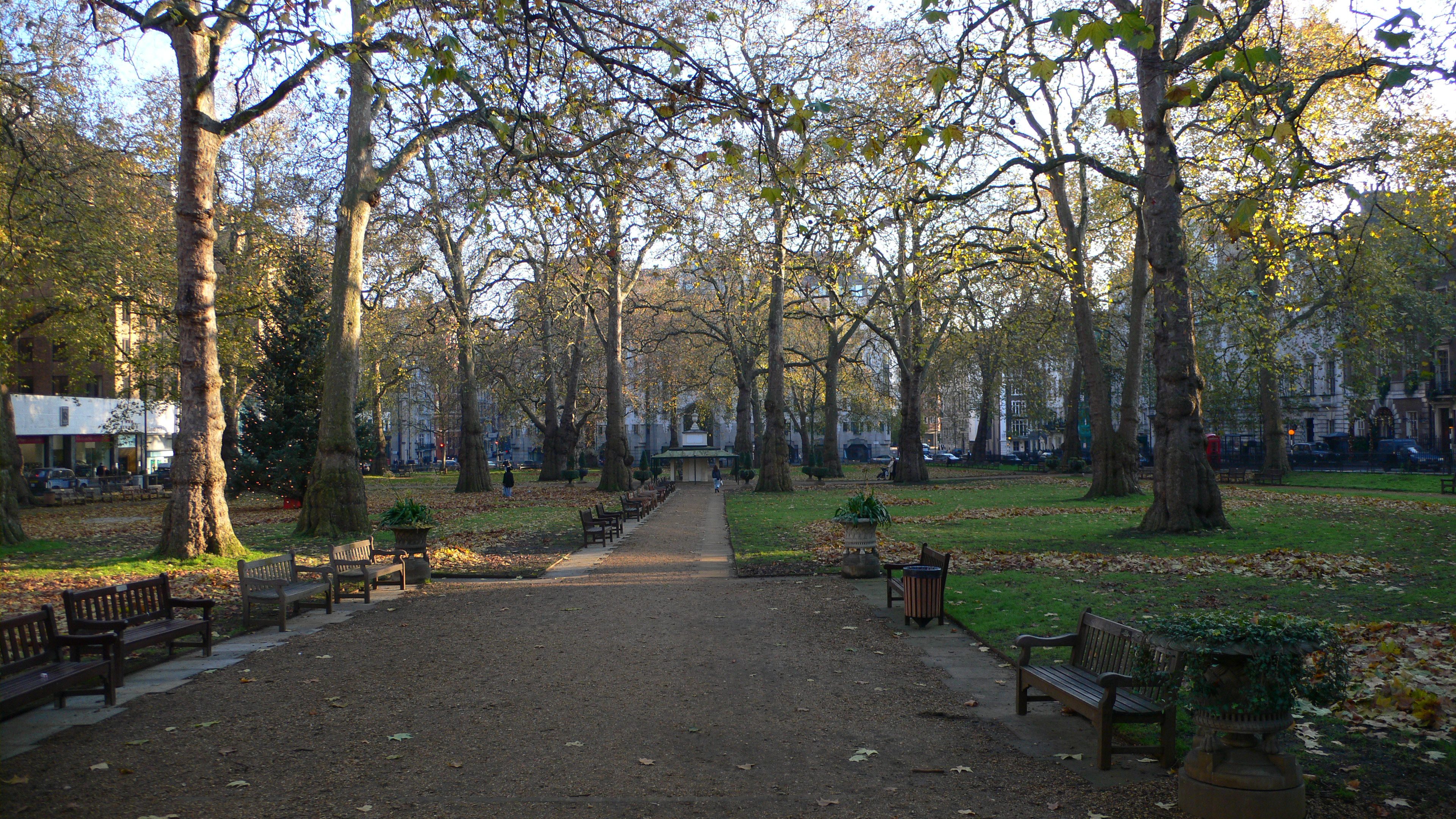

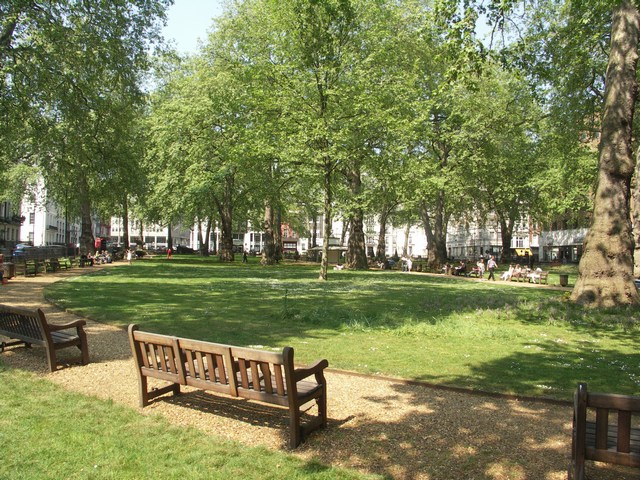

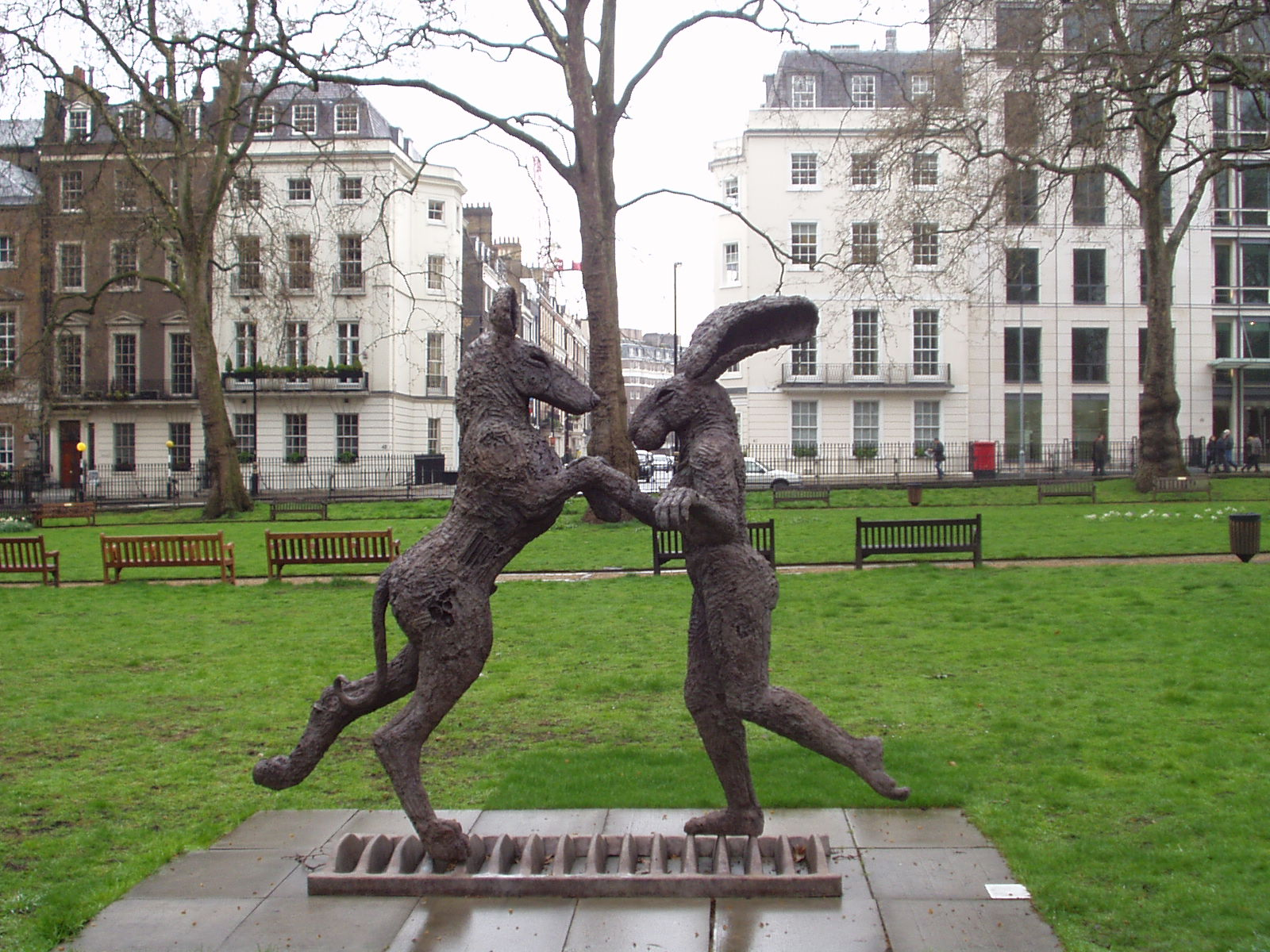

伯克利广场（Berkeley Square）是伦敦西区西敏市梅费尔的城市广场，由建筑师威廉·肯特开辟于18世纪中期。通向广场的道路包括寇松街（Curzon Street）和山街（Hill Street）。
中心的花园向公众开放，巨大的法国梧桐是伦敦市中心最古老的，种于1789年。广场上有雕塑家亚历山大·蒙罗的雕塑喷泉（1865年）。 
虽然伯克利广场原本主要是一个住宅区，但现在广场上只剩下一栋住宅（48号），多数为办公楼。 
广场周围的建筑物，包括广场西南角的兰斯府（Lansdowne House），系罗伯特·亚当作品。44号的大胆楼梯大厅，有时被认为是威廉·肯特的杰作。